# Hardenberg (niedersächsisches Adelsgeschlecht)

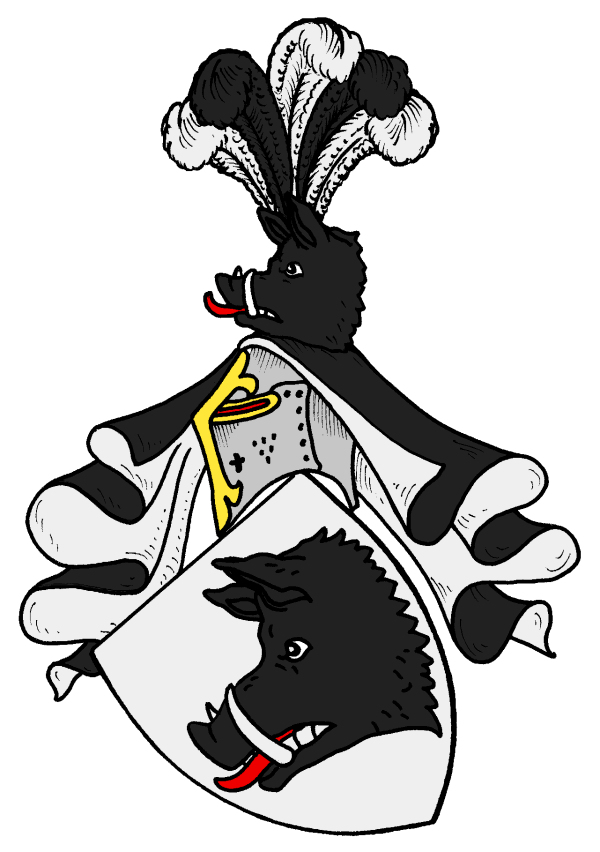
Stammwappen derer von Hardenberg

Hardenberg ist der Name eines alten niedersächsischen Adelsgeschlechts.
Die Familie ist zu unterscheiden von dem nicht stammesverwandten, bereits um 1450 erloschenen westfälischen Adelsgeschlecht Hardenberg.

## Geschichte

### Alt-Hardenberg, Neuhardenberg, Wiederstedt
Die Familie benannte sich ursprünglich nach den nordwestlich der Burg Hardenberg gelegenen Stammsitzen Thüdinghausen und Großenrode. Angehörige des Geschlechts waren Burgmannen der Erzbischöfe von Mainz. Mit Bernhardus de Thutigehusen wurde es im Jahr 1139 erstmals urkundlich erwähnt.

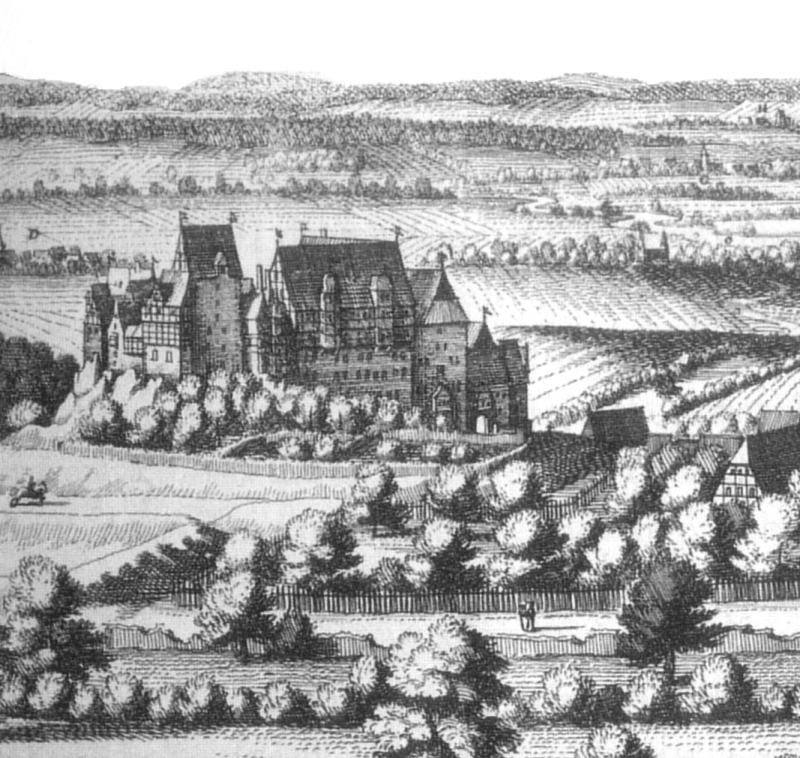
Burg Hardenberg um 1650 (Stich von Merian)

Seit 1219 führt die Familie den Namen von Hardenberg und hat seither die Burg Hardenberg und seit 1710 das Schloss Hardenberg als Stammsitze. Die direkte Stammreihe beginnt mit Ritter Bernhard von Hardenberg (erwähnt 1219–1241).
Die Herren von Hardenberg änderten mehrmals ihr Wappen. In alten Siegeln erscheinen zuerst zwei senkrecht gestellte, abgekehrte Schlüssel. Es war wohl das Wappen der Burgmannschaft auf dem Hardenberg, da ein weiteres Burgmannengeschlecht, die Herren von Rosdorf, ein gleiches Wappen führten, allerdings mit anderen Farben. Zwischen den beiden Burgmannengeschlechtern bestand Blutsverwandtschaft, eine Stammesgemeinschaft ist jedoch nicht nachgewiesen. Hermann von Hardenberg besaß seit 1270 ein anderes Heroldsbild, einen mit einer Stufe quergeteilten Schild. Hildebrand von Hardenberg führte zuerst 1330 den heute bekannten Eberkopf.
Seit 1287 hatten Angehörige des Geschlechts die Burg Hardenberg in Pfandbesitz. Dieser wurde 1607 gekündigt, doch konnten die Herren von Hardenberg mit Hilfe des Herzogs Heinrich Julius von Braunschweig den Besitz behaupten. Eine Teilung des Familienbesitzes hatte bereits 1409 durch Dietrich von Hardenberg stattgefunden, wodurch sich die Zweige Vorder- und Hinterhaus herausbildeten, die sich den Grundbesitz und die Burg aufteilten. Nachdem das Vorderhaus 1698 bei einem großen Gewitter eingestürzt war, zog dessen Linie in das nahe gelegene Göttingen und 1710 in das neu errichtete Schloss Hardenberg am Fuße des Burgberges. Die Linie Hinterhaus verließ die Burg 1720, sie wurde zur Ruine.
Stammvater aller späteren Linien war Hildebrand Christoph von Hardenberg, Statthalter und ab 1682 Präsident des geheimen Ratskollegiums zu Braunschweig.
Der braunschweig-lüneburgische Landrat Hans Ernst von Hardenberg und dessen ehelichen Nachkommen wurden durch Kaiser Joseph II. am 8. März 1778 in Wien in den Reichsgrafenstand erhoben.
Der bekannte Staatskanzler und Reformer des Königreiches Preußen, Karl August von Hardenberg, wurde nach der Unterzeichnung des Ersten Pariser Friedens 1814 von König Friedrich Wilhelm III. in den Fürstenstand erhoben. Außerdem erhielt er als Dotation die ehemaligen Ordensämter Lietzen und Quilitz (Neuhardenberg) unter dem Namen Herrschaft Neu-Hardenberg. Dort ließ er sich von Schinkel das Schloss Neuhardenberg klassizistisch umbauen.
Aus seiner Ehe mit Christine Friderike Juliane, geborene Gräfin von Reventlow, gingen der Sohn Christian und die Tochter Lucie hervor. Christian erbte 1793 von seiner Mutter die Reventlowschen Güter auf Lolland im Königreich Dänemark. Diese erhob der dänische König Friedrich VI. 1814 zur Lehensgrafschaft Hardenberg-Reventlow mit dem Hauptsitz auf Schloss Krenkerup bei Radsted Sogn; zu dem 3700 ha großen Besitz gehörten auch die Güter Sæbyholm, Idalund, Rosenlund, Nørregård, Nielstrup und Christiansdal. Nach dem Tod seines Vaters 1822 verzichtete Christian als dänischer Lehnsgraf (für seine Person) auf die Fürstenwürde, erhielt aber vom preußischen König das Recht, das fürstliche Wappen weiter führen zu dürfen. 1867 fiel die Lehnsgrafschaft an seine Tochter Ida Augusta, verheiratete Gräfin Holck, und später an die Grafen Haugwitz, die dort bis heute als Lehnsgrafen Haugwitz-Hardenberg-Reventlow ansässig sind. 
Vom 17. Jahrhundert bis 1945 war Schloss Oberwiederstedt in Sachsen-Anhalt im Besitz der ebenfalls bis heute bestehenden freiherrlichen Linie; dort wurde 1772 der Dichter Friedrich von Hardenberg geboren, der sich Novalis nannte. 1727–68 besaß die Wiederstedter Linie auch Schloss Rethmar bei Hannover.
Am 12. Oktober 1854 wurde dem jeweiligen Inhaber der 1820 gestifteten Freien Standesherrschaft Neu-Hardenberg ein erblicher Sitz im Preußischen Herrenhaus verliehen. Die Familie war auch in der Neumark vertreten. Von 1802 bis 1945 war das Gut Rettkau (heute Retków in der Gemeinde Grębocice) in Niederschlesien im Besitz der Familie.
Neben dem Stammsitz auf Burg und Schloss in Nörten-Hardenberg bewirtschaften Zweige der Familie heute die Güter in Drönnewitz, Holtau, Levershausen, Lietzen, Ostlutter, Schwicheldt und Wolbrechtshausen.

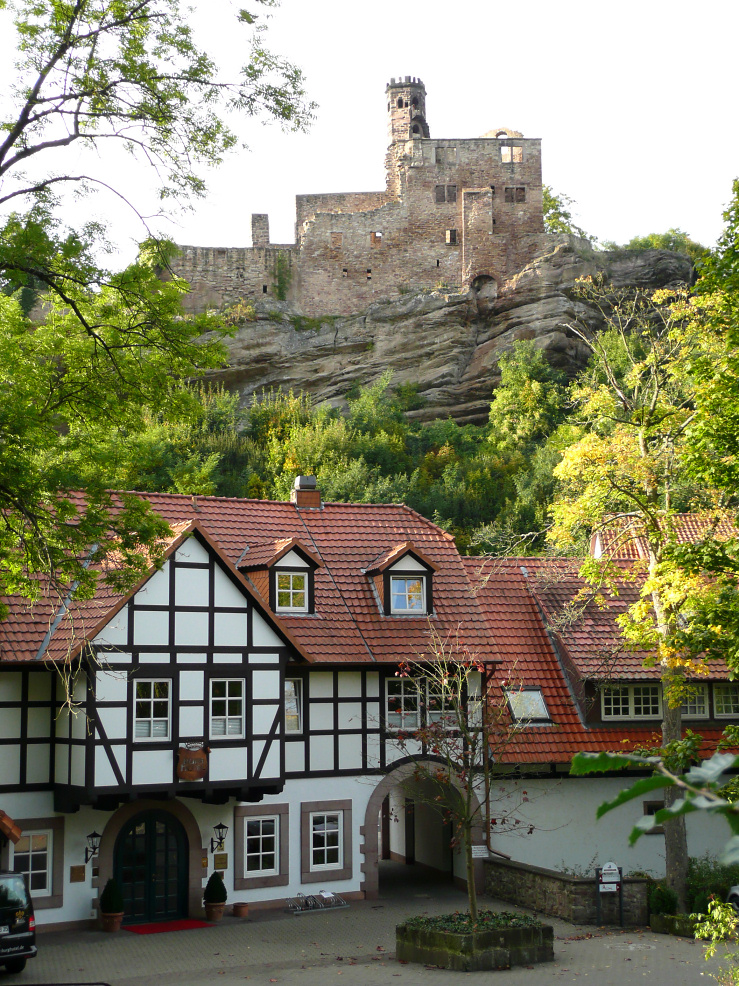
Burg Hardenberg (Nörten-Hardenberg)
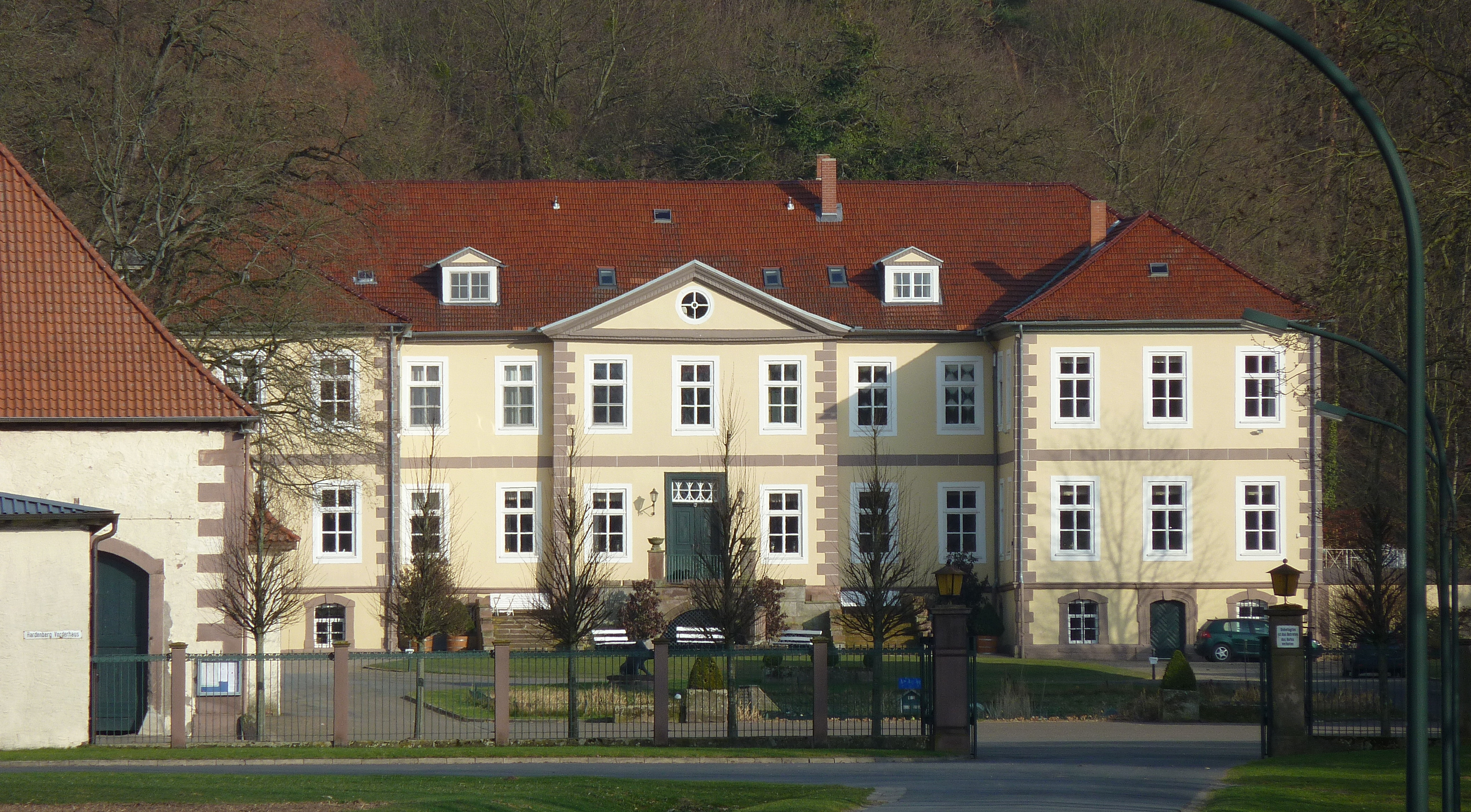
Schloss Hardenberg (Nörten-Hardenberg)
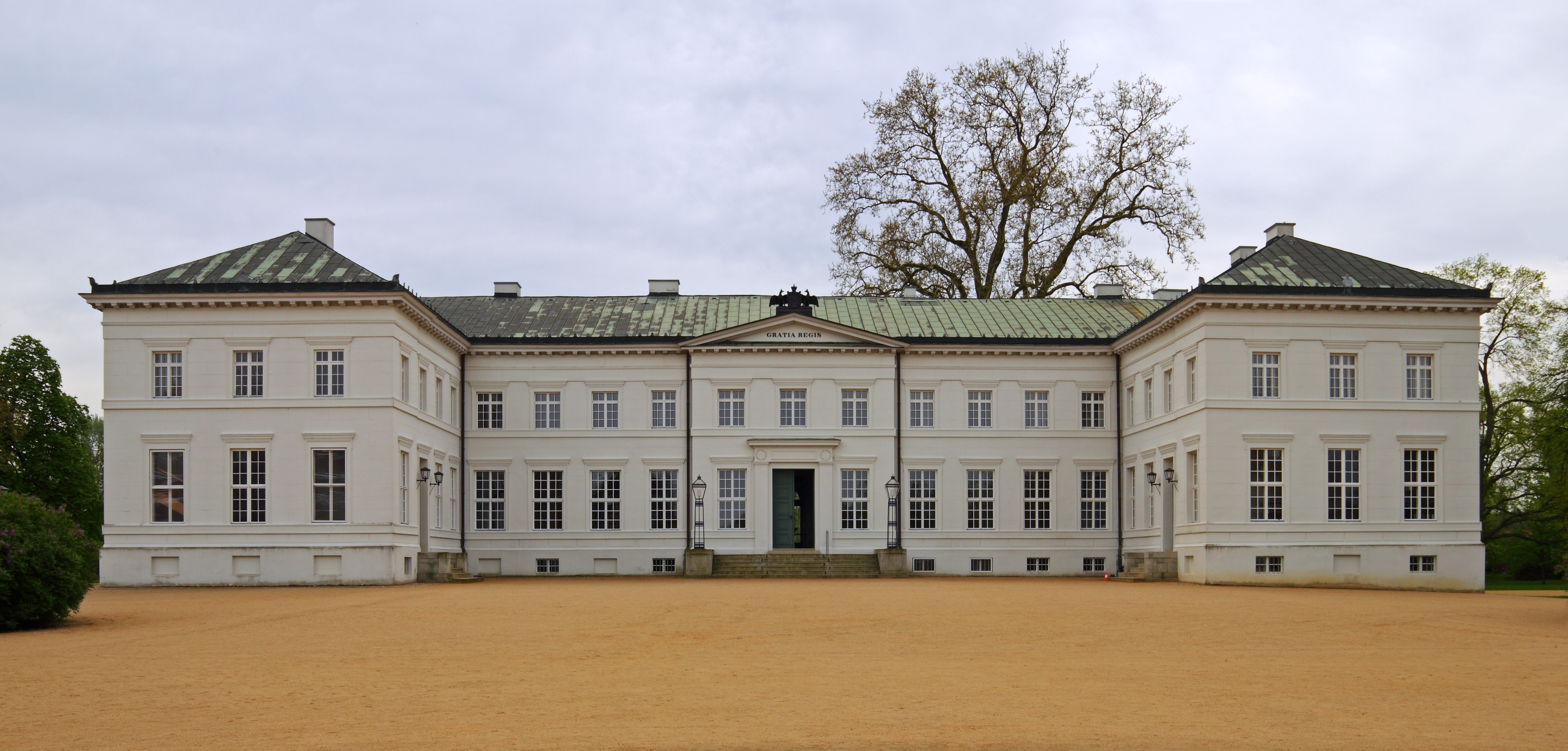
Schloss Neuhardenberg (Brandenburg)
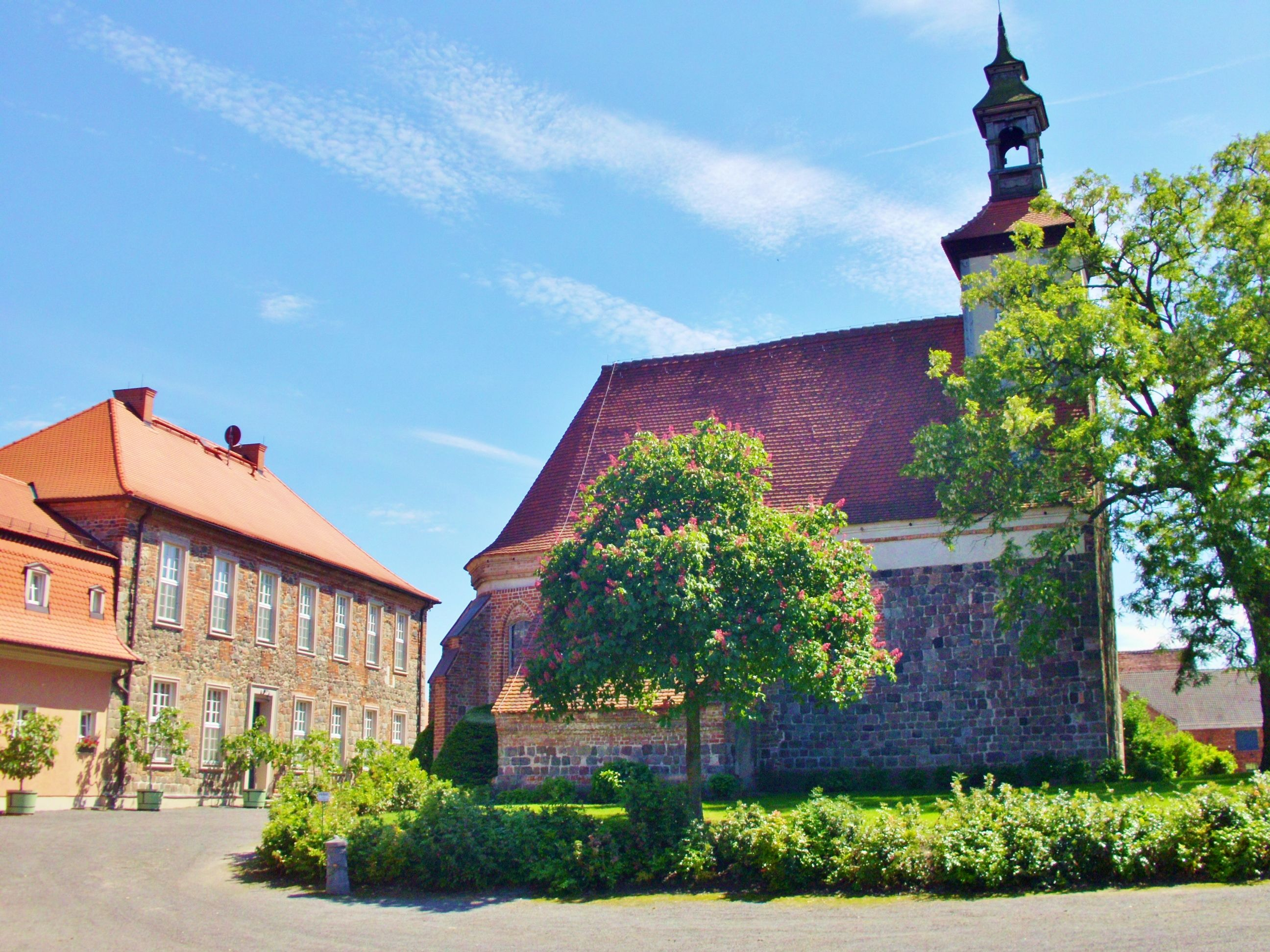
Komturei Lietzen
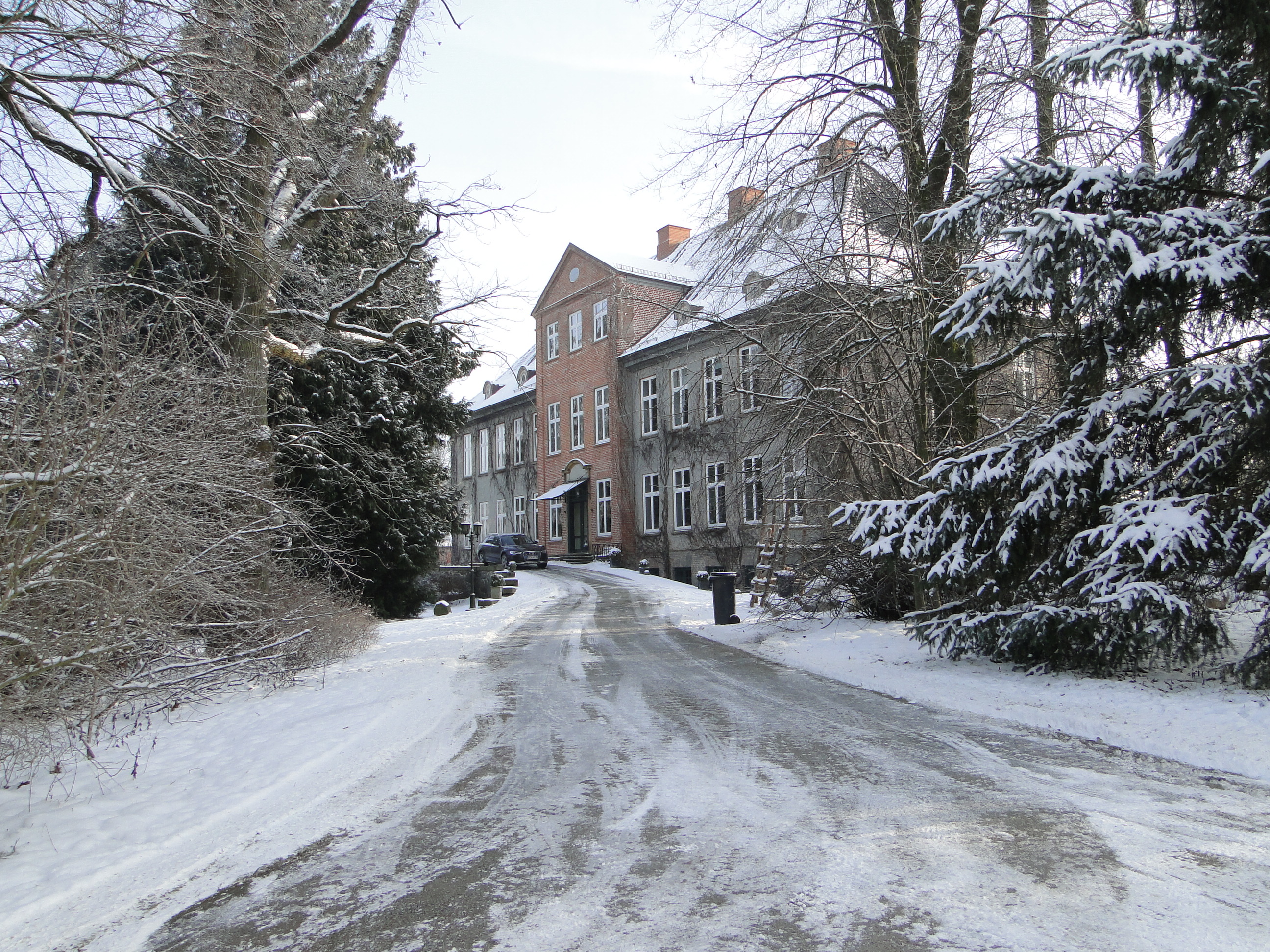
Gut Drönnewitz, Mecklenburg
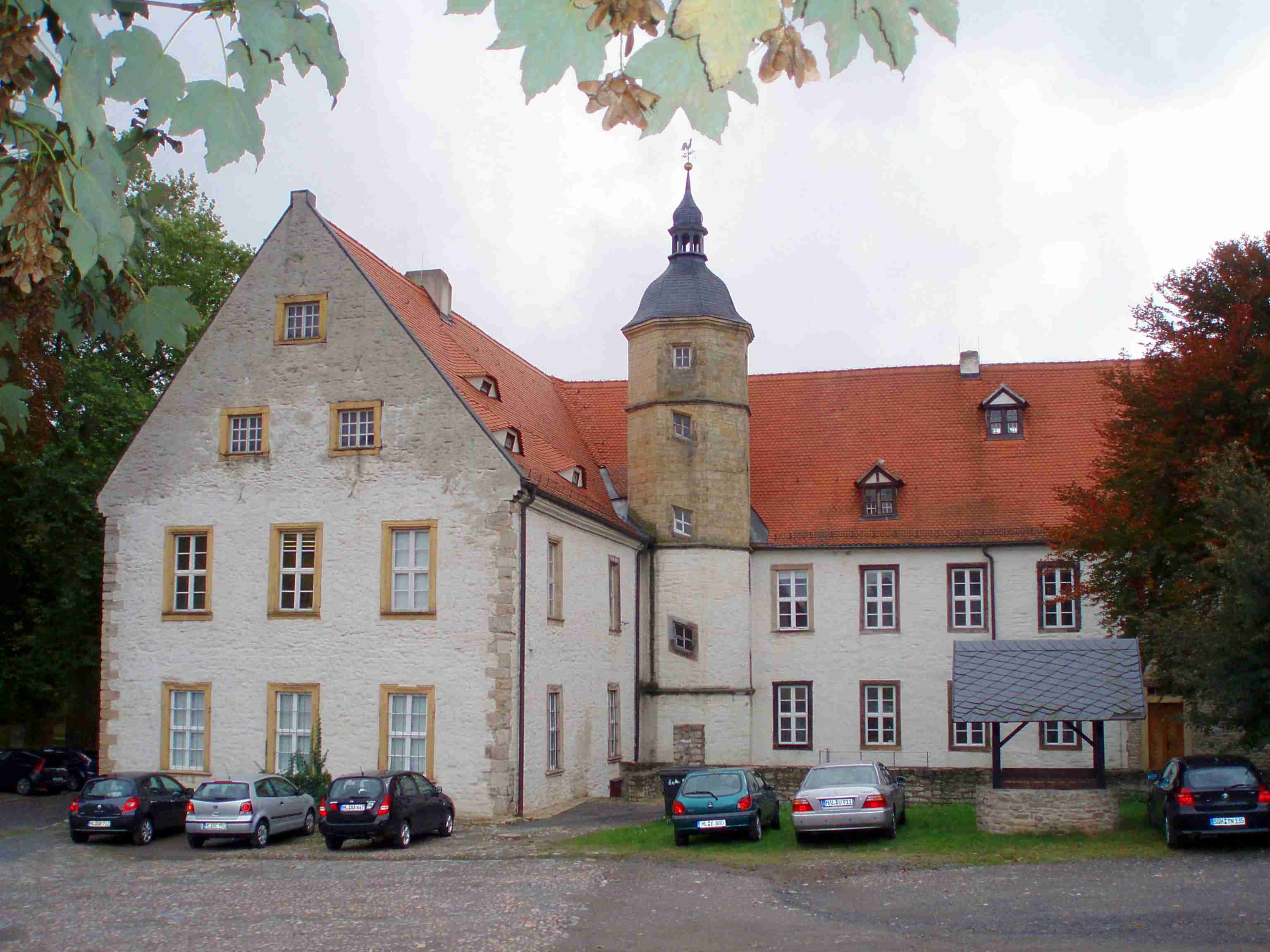
Schloss Oberwiederstedt, Sachsen-Anhalt
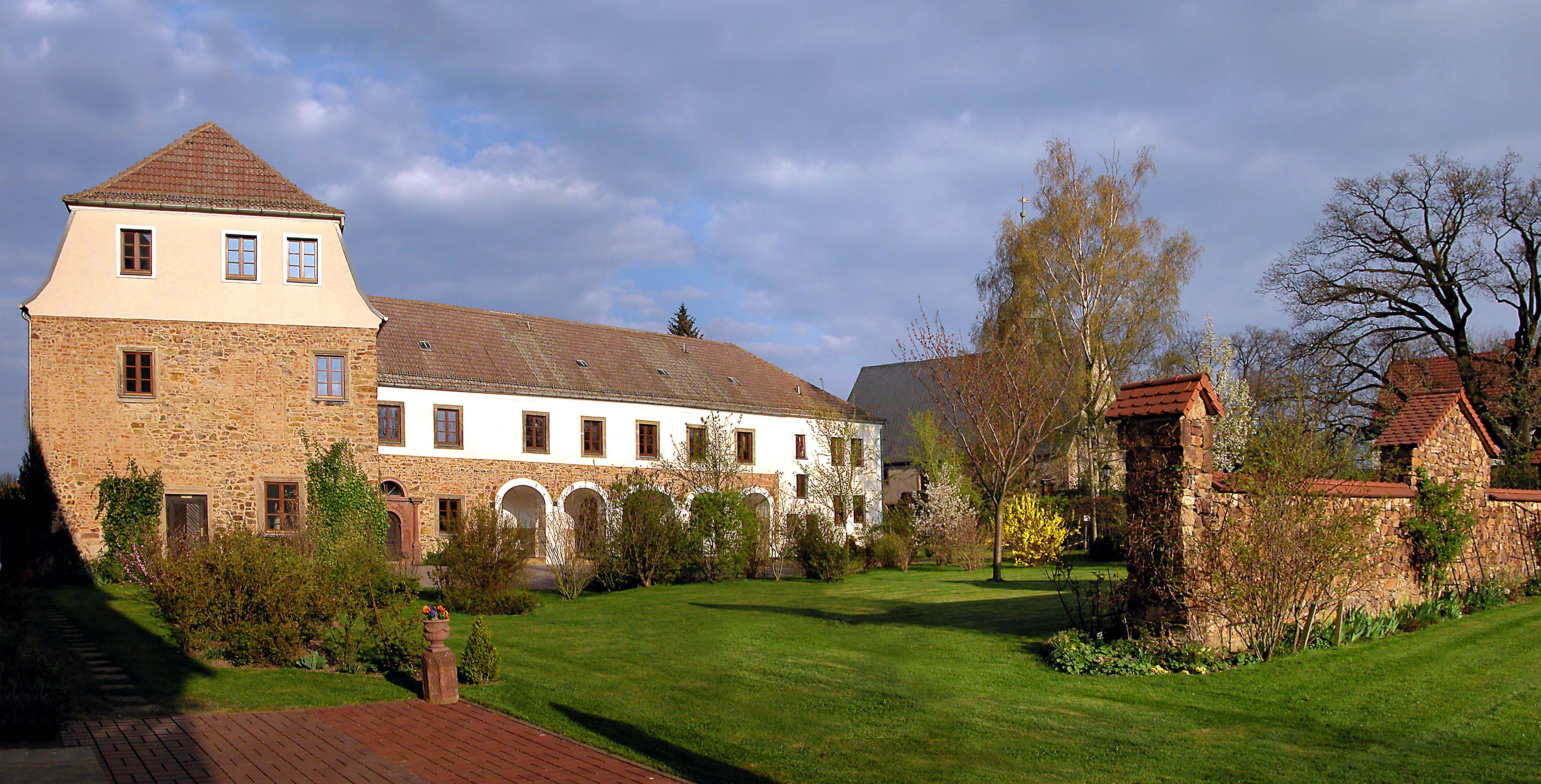
Gut Mockritz, Sachsen

### Dänische Hardenberg
Bereits um 1340 war eine Linie nach Dänemark ausgewandert, die dort eine Reihe namhafter Persönlichkeiten hervorbrachte. Diese ältere dänische Linie führte im Wappen einen silbernen Wolfskopf im blauen Feld, mit gleicher Helmzier, bisweilen zwischen zwei von Silber und Blau abwechselnd geteilten Trinkhörnern.
Eiler Hardenberg wird unter anderem 1417 im Umfeld von Erik VII. erwähnt. Sein Sohn war Joachim Hardenberg auf Kjeldkær und Løgismose († 1475), dessen Sohn Erik Hardenberg auf Kjeldkær und Hvedholm, Kommandant von Korsør, der 1500 in der Schlacht bei Hemmingstedt fiel. Der Sohn von Erik war Corfitz Hardenberg auf Skjoldemose (in Stenstrup Sogn auf der Insel Fünen); dieses Gut blieb von 1475 bis 1615 im Familienbesitz. Eriks Bruder Jakob Hardenberg († 1442), auf Hvedholm, Sandholt, Arreskov und Kloster Holme, war Kommandant auf Fünen und erhielt Burg Vordingborg und Næsbyhoved; er hinterließ drei Töchter. Ein weiterer Bruder, Eiler Hardenberg auf Vedtofte und Mattrup (ca. 1500–1565), wurde zum bekanntesten Vertreter der Familie als Kommandant von Schloss Dragsholm während der Grafenfehde und später als Reichshofmeister von Friedrich II., bei dem er aber 1565 in Ungnade fiel. Dieser hatte als Kronprinz eine Liebesbeziehung mit Corfitz' Tochter Anne Corfitzdatter Hardenberg († 1589), Hofdame seiner Mutter, die er aber bei seiner Eheschließung beendete. Diese Linie erlosch im Mannesstamm mit dem Sohn von Eiler Hardenberg, Erik Hardenberg zu Vedtofte, Mattrup und Skovsbo (1529–1604).

## Wappen
Blasonierung des Stammwappens: „In Silber ein rotgezungter, silberbewehrter schwarzer Keilerkopf (Eberkopf). Auf dem Kübelhelm im Profil auf gelehntem Schild mit schwarz-silberner Decke der schwarze Keilerkopf, abwechselnd mit drei silbernen zwei schwarzen Straußenfedern besteckt.“
Lang (s. Literaturverweis) gibt 1793 folgende Erklärung: „Das Rosdorfsche Geschlechtswappen waren zwei aufrecht stehende, mit dem Rücken gegeneinander gekehrte Schlüssel nach der alten Form, beinahe wie die hier zu Lande üblichen Holzschlüssel gestaltet. Die ältesten Hardenberg'schen Siegel hier im Archiv sind ganz dieselben. Man findet Abdrucke davon bei Tradit. Corbej. Harenberg. Histori. Gandersh. Kuchenbecker und aus diesem in der Schliebenschen Geschlechtshistorie. Die älteste Linie [Hardenberg], die sich zu Lindau setzte, behielt die Schlüssel bei, die jüngere aber, die auf dem Hardenberg blieb, nahm im 14. Jahrhundert den Eberkopf ins Wappen, der wahrscheinlich mit zum Inventar von Hohnstedt gehörte, welches die Hardenberger in Besitz hatten, denn die Herren von Hohnstedt führen noch jetzt einen Eberkopf, und das erste Wappen mit dem Eberkopf kommt von anno 1330 in einer Urkunde über Hohnstedt. Nach einiger Zeit setzten auch die Lindauer Hardenberge den Eberkopf in den Schild, die Schlüssel aber als Kleinod auf den Helm.“
In Siebmachers Wappenbuch erscheint das Oberwappen ohne Federn mit Spangenhelm und silbern-schwarzer Decke. Im Reichsgrafendiplom von 1778 sind sämtliche Federn schwarz tingiert, in alten Abbildungen auch rot-silbern.

### Wappensage
Zur Entstehung heißt es in einer Sage, dass es bei einer der vielen Fehden der Familie zur Belagerung ihrer Burg Hardenberg durch die Herren von der Burg Plesse kam. Bei einem nächtlichen Überfall der Plessen soll ein altes Mutterschwein die Burgbewohner durch lautes Grunzen geweckt haben. Entschlossen stürzten sie sich in den Kampf und schlugen die Angreifer in die Flucht.
War bis dato ein Schlüssel das Zeichen der Hardenbergs (Wappen der Herren von Rosdorf), so ziert seitdem ein Keilerkopf das Wappen des Hauses. Er wurde auch zum Markenzeichen der 1700 gegründeten gräflichen Kornbrennerei Hardenberg, heute Kornbrennerei Hardenberg-Wilthen AG.

### Historische Wappenbilder

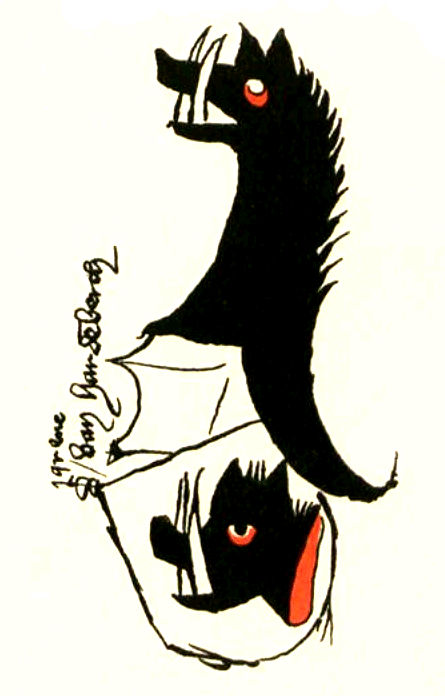
Wappenbuch von den Ersten, „Codex Seffken“[8] von 1379
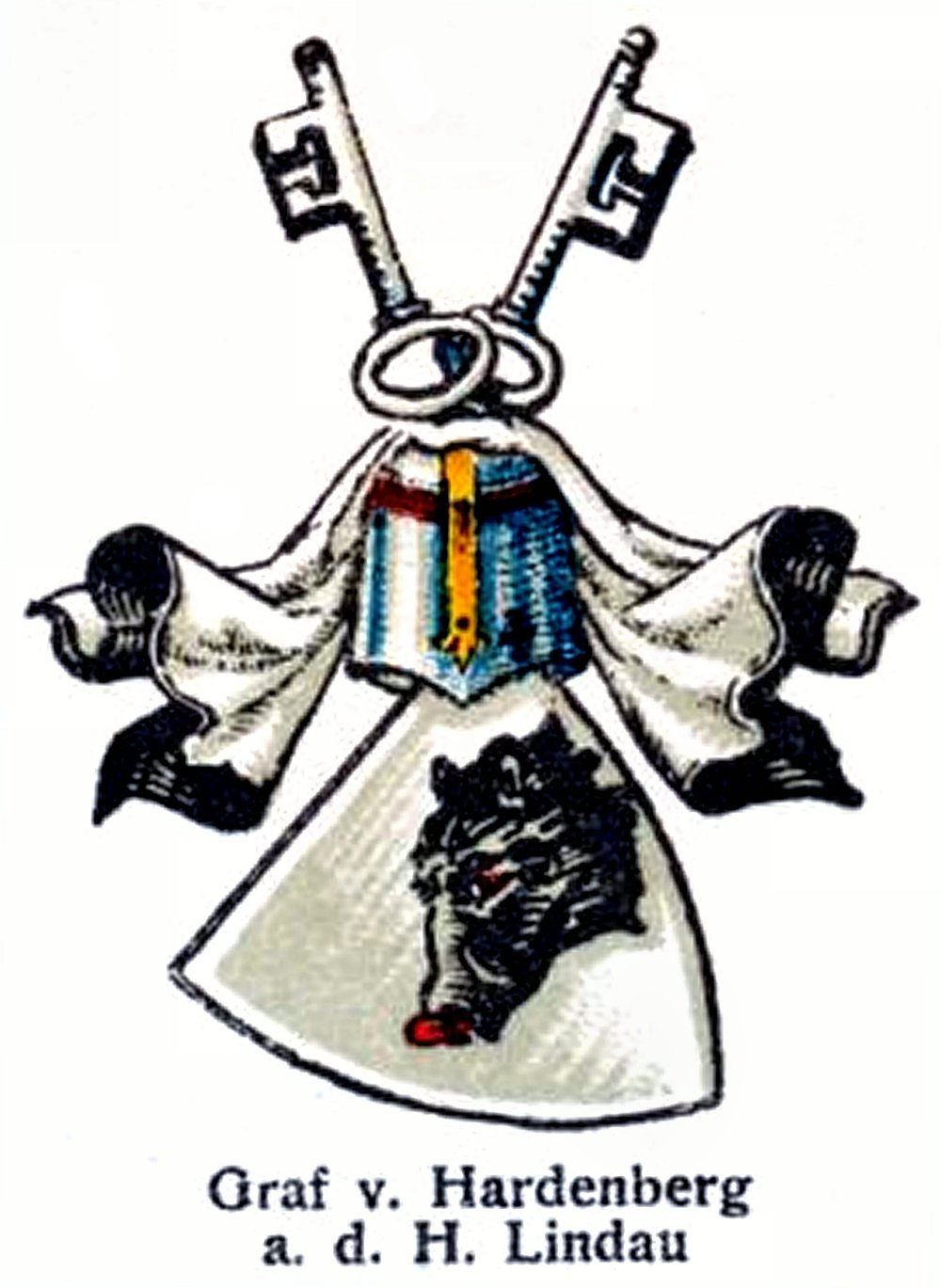
Darstellung mit den Rosdorfer Schlüsseln als Helmzier
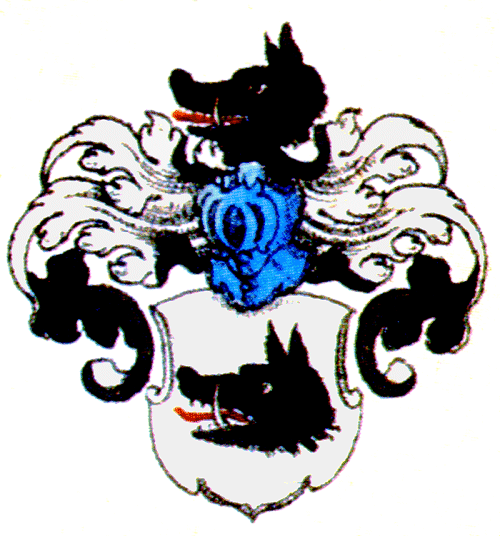
Wappen aus Siebmachers Wappenbuch von 1605
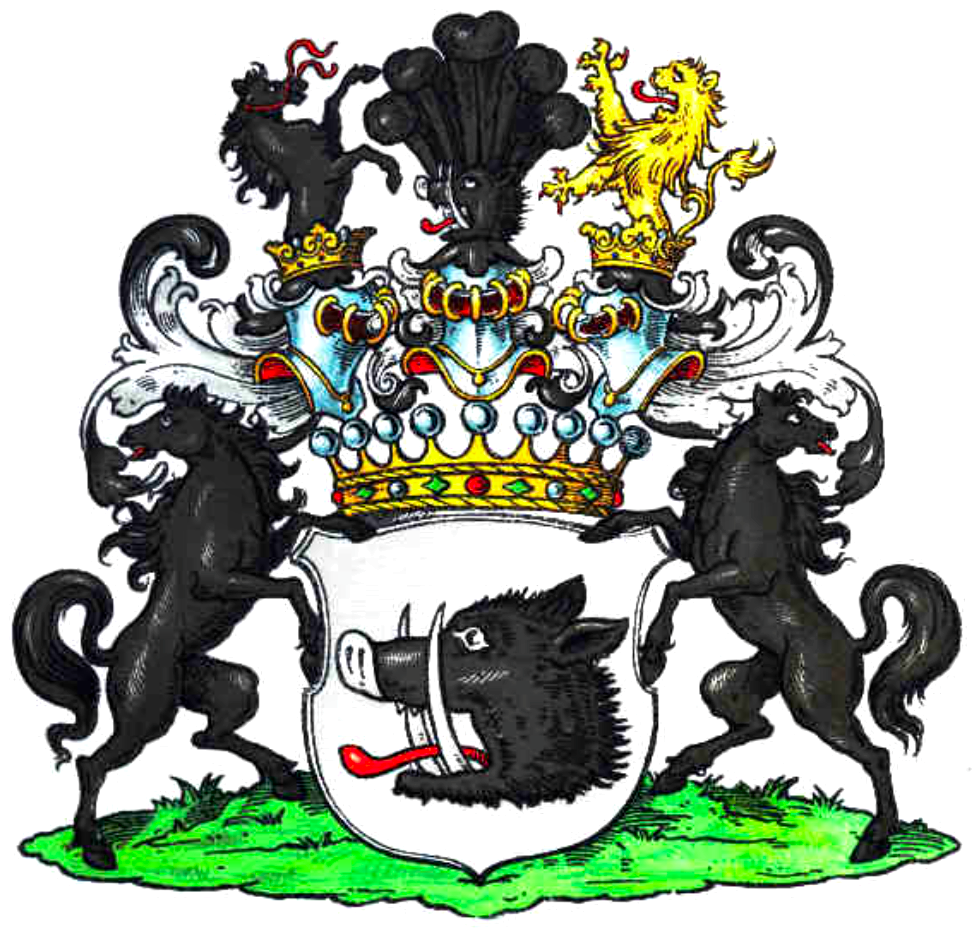
Gräfliches Wappen aus dem schlesischen Wappenbuch
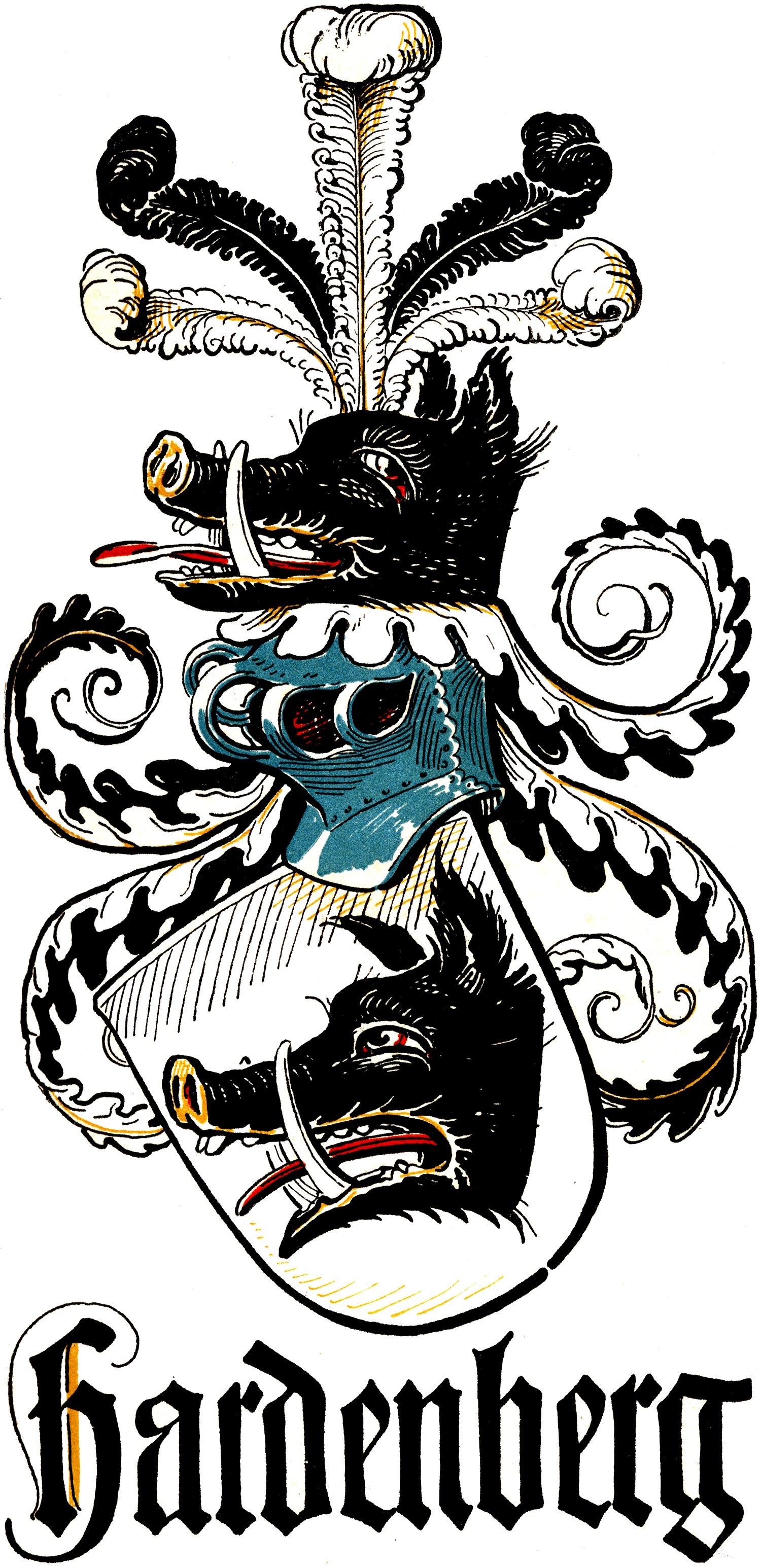
Wappengrafik von Otto Hupp im Münchener Kalender von 1907
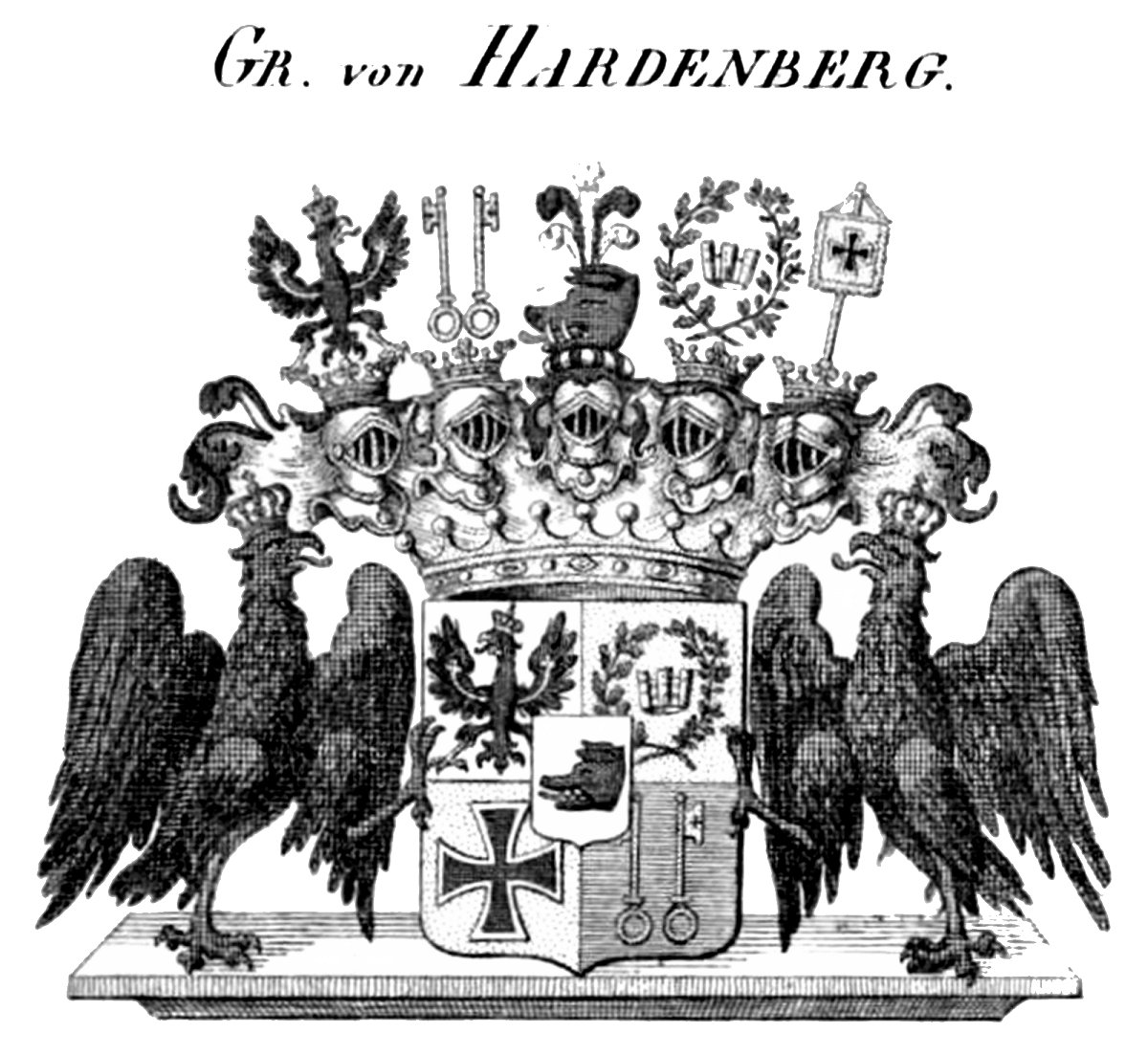
Gräfliches Wappen des fürstlichen Zweiges derer von Hardenberg
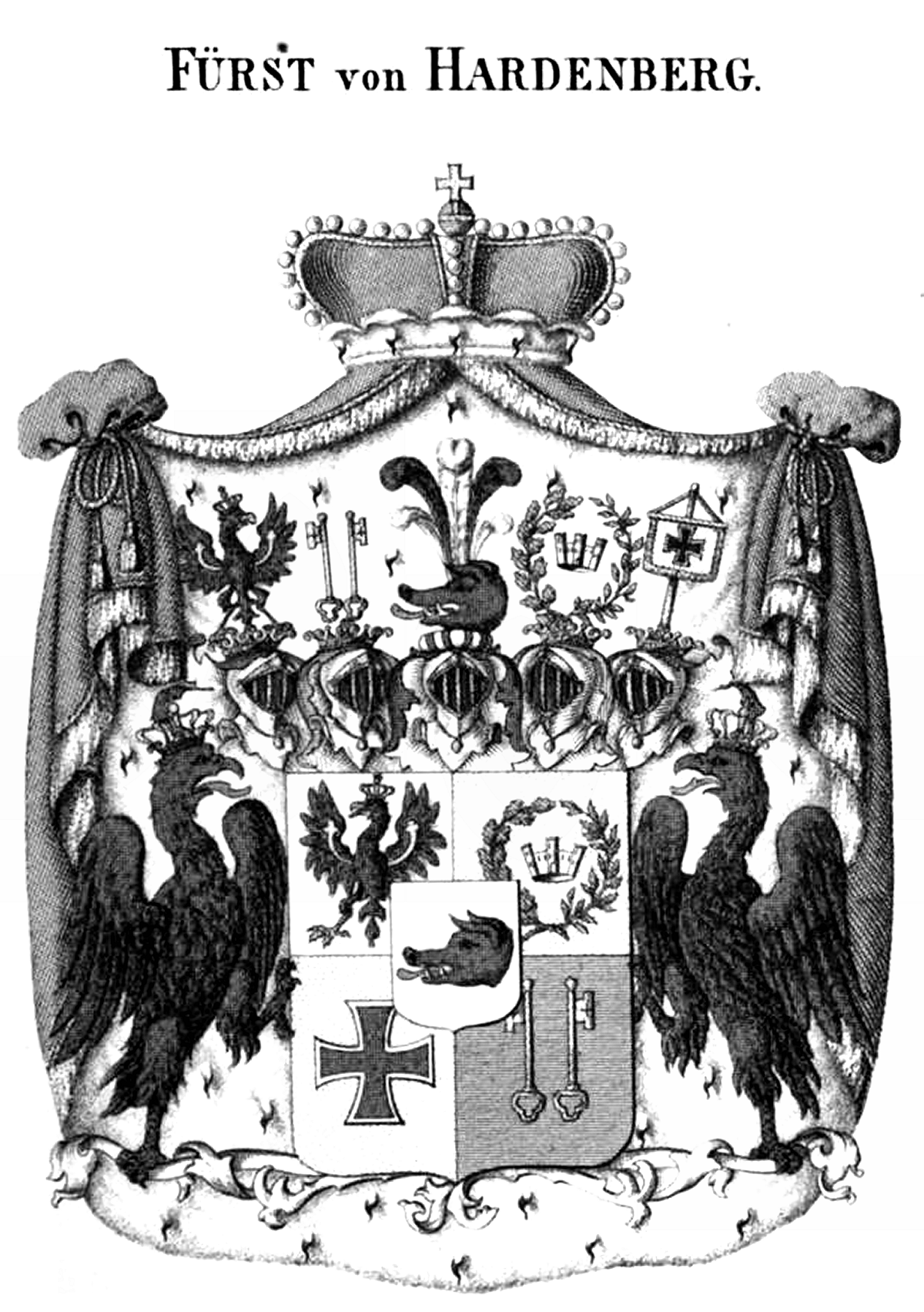
Fürstliches Wappen derer von Hardenberg

## Bekannte Familienmitglieder
- Dietrich von Hardenberg (1465–1526), aus der Lindauer Linie, Bischof in Brandenburg[9]
- Jost von Hardenberg (1505–1586), Oberamtmann in Heiligenstadt
- Anne Hardenberg († 1588), Ehefrau des dänischen Reichsrats Oluf Mouritsen Krognos und 1559–1572 Mätresse von Friedrich II. von Dänemark
- Hildebrand Christoph von Hardenberg (1621–1682), Statthalter in Braunschweig
- Fritz-Dietrich von Hardenberg (1674–1739), Gründer der Kornbrennerei Hardenberg
- Philipp Adam von Hardenberg (1695–1760), Domherr in Magdeburg und Gutsbesitzer
- Friedrich Karl von Hardenberg (1696–1763), deutscher Diplomat und Gartenarchitekt
- Friedrich August von Hardenberg (1700–1768), deutscher Politiker
- Christian Ludwig von Hardenberg (1700–1781), Offizier im Dienste von Georg III.
- August Ulrich von Hardenberg (1709–1778), hannoverischer Diplomat, Geheimrat und Kriegsrat
- Georg Ludwig von Hardenberg (1720–1786), evangelischer Domdechant in Halberstadt und Hymnologe
- Hans Ernst Graf von Hardenberg (1729–1797), Teilnehmer bei der Einweihung der Freimaurerloge „Friedrich zum weißen Pferde“ in Hannover
- Georg Gottlieb Leberecht von Hardenberg (1732–1822), wirklicher Geheimer Rat und Hofmarschall

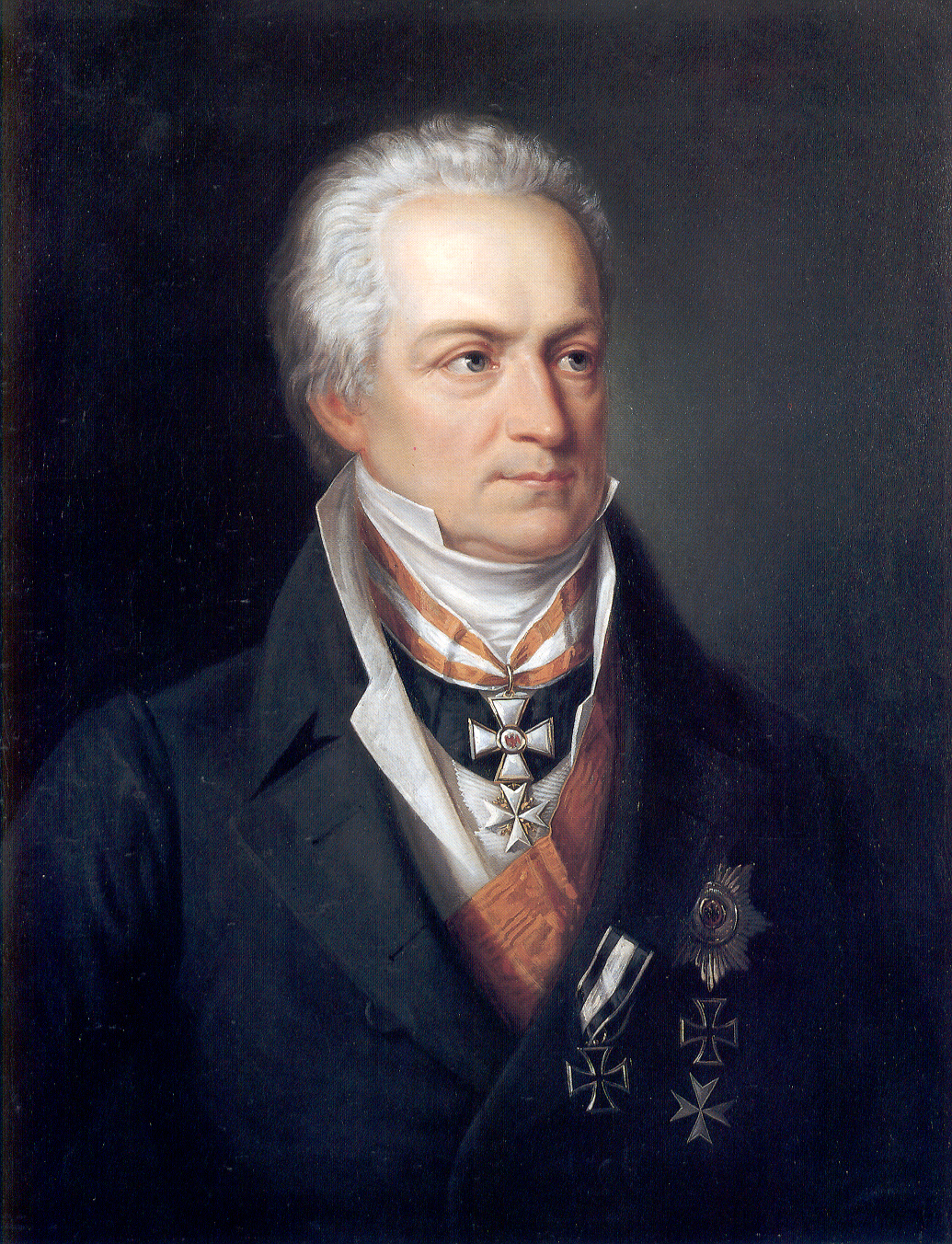
Karl August Fürst von Hardenberg (1750–1822), preußischer Minister

- Karl August Fürst von Hardenberg (1750–1822), preußischer MinisterKarl August Fürst von Hardenberg (1750–1822), preußischer Minister, vor allem bekannt im Zusammenhang mit den preußischen Reformen
- August Wilhelm Karl von Hardenberg (1752–1824), hannoverscher Oberhauptmann, Präfekt des Fulda-Departements und Groß-Zeremonienmeister im Königreich Westphalen
- Ernst Christian Georg August von Hardenberg (1754–1827), hannoverischer Diplomat und Gesandter
- Carl von Hardenberg (Oberhofmarschall) (Carl Philipp von Hardenberg; 1756–1840), deutscher Jurist und Oberhofmarschall des Königreichs Hannover
- Georg Philipp Friedrich von Hardenberg, bekannt unter dem Namen Novalis (1772–1801), deutscher Schriftsteller der Romantik
- Carl von Hardenberg (1776–1813), sächsischer Beamter und Dichter (Pseudonym: Roßdorf)
- Georg Anton von Hardenberg (1780–1825), preußischer Oberkammerherr, Landrat und Dichter (Pseudonym: Sylvester)
- Carl Adolf Christian von Hardenberg (1794–1866), freier Standesherr auf Neu-Hardenberg, erbliches Mitglied des preußischen Herrenhauses
- Sophie von Hardenberg (1821–1898), Novalis-Forscherin und Antifeministin
- Hans Freiherr von Hardenberg (1824–1887), preußischer Landrat
- Carl Hildebrand Christian von Hardenberg (1827–1873), Freier Standesherr auf Neu-Hardenberg, erbliches Mitglied des preußischen Herrenhauses
- Werner von Hardenberg (1829–1909), preußischer Generalleutnant
- Helmuth von Hardenberg (1842–1915), preußischer Generalmajor
- Askan Freiherr von Hardenberg (1861–1916), Land- und Staatsrat in Sachsen-Altenburg
- Kuno Ferdinand Graf von Hardenberg (1871–1938), deutscher Kunsthistoriker, Maler, Innenarchitekt, Museumsdirektor, Schriftsteller und Großherzoglicher Hofmarschall von Hessen-Darmstadt
- Carl-Hans Graf von Hardenberg (1891–1958), Landwirt, Politiker und Widerstandskämpfer während des NS-Regimes
- Carl Graf von Hardenberg (1893–1965), Land- und Forstwirt, Unternehmer und Landrat des Landkreises Northeim
- Hans Carl Graf von Hardenberg (1909–1996), Botschafter
- Günther Graf von Hardenberg (1918–1985), deutscher Rennfahrer und Unternehmer (Günther Graf von Hardenberg GmbH & Co. KG und Günther Graf von Hardenberg-Stiftung)
- Reinhild Gräfin von Hardenberg (1923–2016), Autorin, Widerstandskämpferin, verlobt mit Werner von Haeften
- Astrid Gräfin von Hardenberg (1925–2015), Vorsitzende der Carl-Hans von Hardenberg Stiftung
- Isa Gräfin von Hardenberg (* 1941), Unternehmerin
- Fritz Graf von Hardenberg (1954–2010), Schauspieler und Synchronsprecher
- Carl Graf von Hardenberg sen. (* 1955), Aufsichtsratsvorsitzender und Gesellschafter der Hardenberg-Wilthen AG[10]
- Tita von Hardenberg (* 1968), Fernsehmoderatorin
- Carl Graf von Hardenberg jun. (* 1988), Geschäftsleitung und Gesellschafter der Hardenberg-Wilthen AG[11]